# 山下駅 (東京都)
山下駅（やましたえき）は、東京都世田谷区豪徳寺一丁目にある、東急電鉄世田谷線の停留場である。駅番号はSG08。
小田急電鉄小田原線豪徳寺駅と近接しており、乗換可能である。

## 歴史
- 1925年（大正14年）5月1日：山下駅（やましたえき）として開設。
- 1939年（昭和14年）10月16日：玉電山下駅（たまでんやましたえき）に改称[1]。
- 1969年（昭和44年）5月11日：山下駅に改称。
- 2001年（平成13年）2月11日：ホーム嵩上げ工事実施。

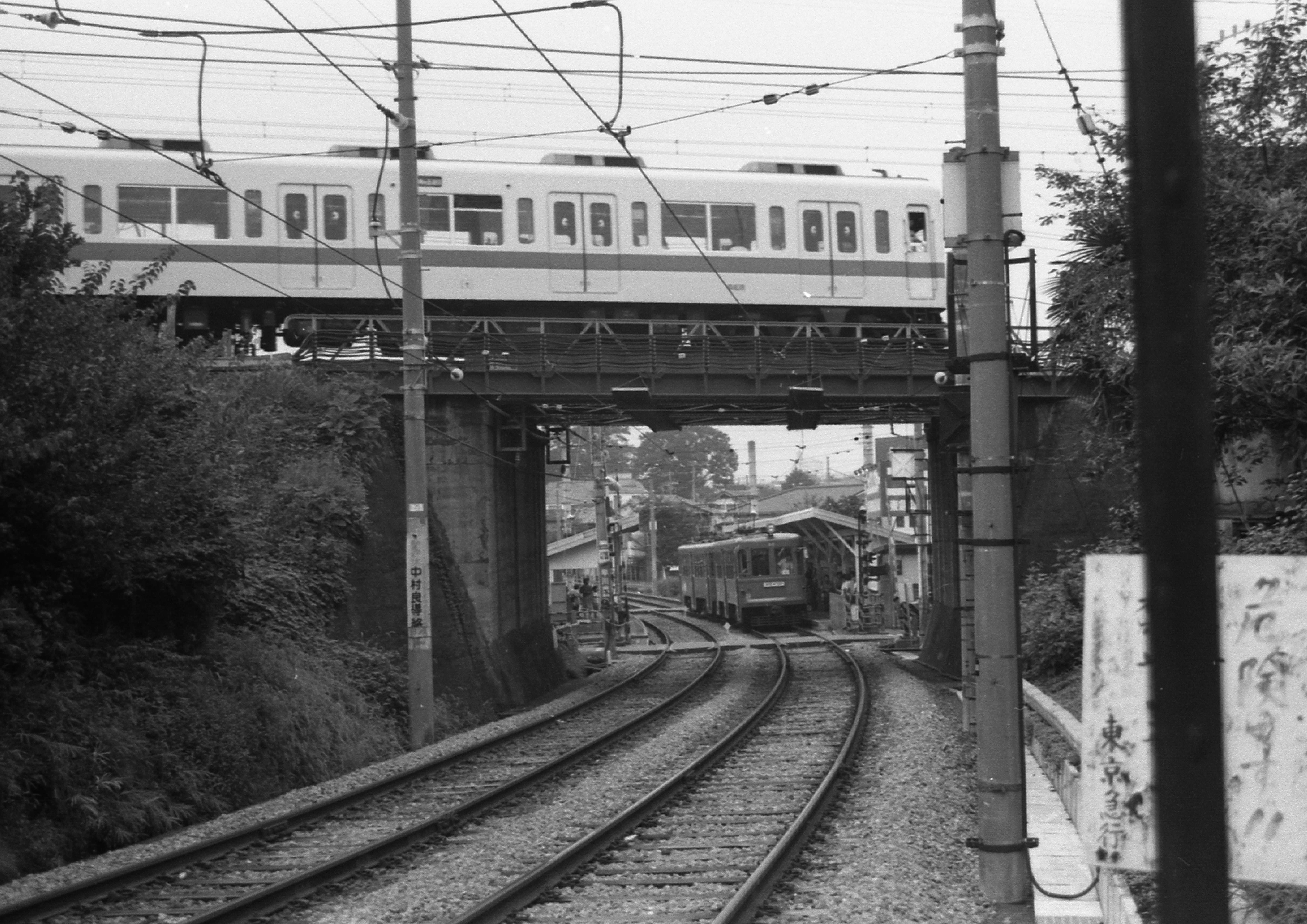
小田急小田原線複々線化工事が始まる前の山下駅

## 停留場構造
相対式ホーム2面2線を有する地上駅。朝ラッシュ時には係員が配置され、運賃収受を行う。かつては、上りホーム下高井戸側に売店が営業していた。
玉電時代には、当駅玉電松原駅（現・松原駅）方、北沢川を越えた辺りに渡り線が存在し、渋谷駅 - 当駅間に区間電車が設定されていた。渡り線は玉川線廃止後も残されていたが、のちに撤去され現存しない。

### のりば
| ホーム | 路線     | 方向 | 行先               |
| ------ | -------- | ---- | ------------------ |
| 西側   | 世田谷線 | 下り | 下高井戸方面       |
| 東側   | 世田谷線 | 上り | 上町・三軒茶屋方面 |

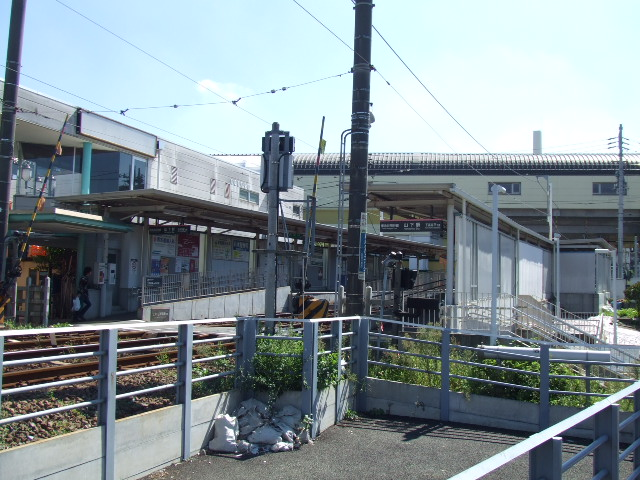
全景（2007年4月）
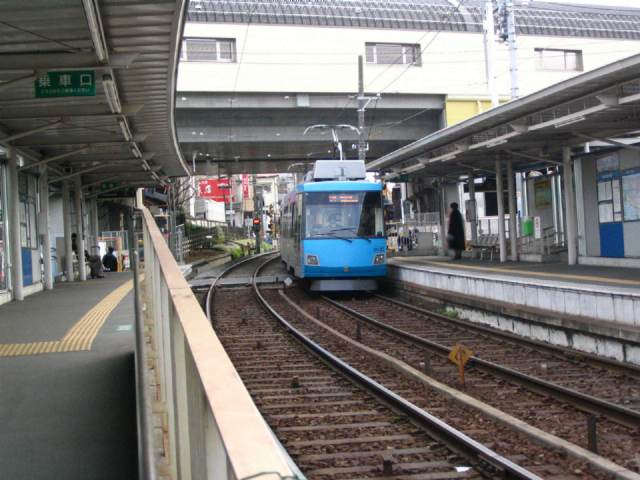
嵩上げ工事が施されたホーム（2005年1月）
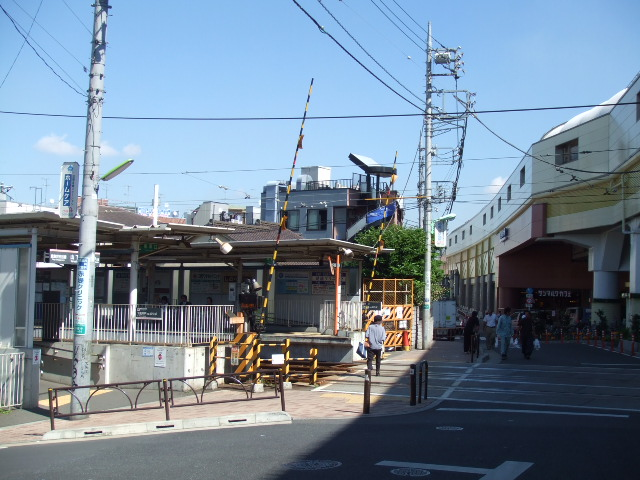
山下駅（左手前）と豪徳寺駅（右奥）

## 利用状況
当停留場だけの乗車人員は公表されていない。世田谷線全線での乗車人員は東急世田谷線#利用状況を参照のこと。

## 隣の停留場
東急電鉄
 世田谷線
宮の坂駅 (SG07) - 山下駅 (SG08) - 松原駅 (SG09)